# Ang Trapaing Thmor
El Santuario Ang Trapaing Thmor es un área protegida en el país asiático de Camboya ubicado en un gran proyecto de irrigación del Jemer Rojo construido durante la década de 1970. El santuario fue declarado el 1 de enero de 1999 y tiene una superficie de 10.250 hectáreas. La reserva se creó para proteger a la grulla sarus (Grus antigone sharpii). Antes del descubrimiento de la grulla en Trapaing Thmor, se pensaba que quedaban menos de 1.000 de los pájaros que están vivos de esta especie en el mundo.
El santuario de aves se encuentra en el norte de Camboya occidental, no lejos de la frontera con Tailandia. La totalidad de las 10.000 hectáreas de la zona protegida está contenida en el Distrito Phnom Srok de la provincia de Banteay Meanchey.